# Método fônico
O método fônico é um método de alfabetização que primeiro ensina os sons de cada letra e então constrói a mistura destes sons em conjunto para alcançar a pronúncia completa da palavra. Permitindo dessa forma que se consiga ler toda e qualquer palavra.
O método nasceu como uma crítica ao método da soletração ou método alfabético, usado no Brasil até a década de 1980.
O método é indicado para crianças mais jovens e recomendado ser introduzido logo no início da alfabetização.

## Descrição

Nessa abordagem, antes de ser dado a criança um livro para ler, elas aprendem os sons das letras, fonemas. Depois que algumas desses já foram aprendidos, ai então se ensina a combiná-las de modo a formar palavras (FEITELSON, 1988).
1. Sons das letras. A introdução inicial dos fonemas, sons das letras, geralmente dá-se por meio de historinhas criadas para que elas identifiquem a relação grafema/fonema, letra/som, estuda; podemos citar a "História da Abelhinha" e a História da Casa Feliz"; ou seguindo sugestão de (CAPOVILA, 2007) o/a professor(a) mostra a letra e pronuncia o som da mesma, depois dá exemplos de coisas, conhecidas das crianças, que iniciam com o som “a” e pede que repitam as palavras pronunciadas; escreve-as no quadro destacando a letra trabalhada.
2. Combinando sons. O aluno pode começar o intento de combinar os sons antes de dominar todo o alfabeto. Após já terem aprendidos alguns fonemas, como: /u/ /a/ /o/ /t/ e /p/, usa-se um alfabeto móvel e solicita que as crianças formem palavras com essas letras; elas formarão algumas palavras: pata, pato, tato, tatu, tapa, topo, etc; depois disso elas são incentivadas a pronunciar o som de cada letra uma por uma e em seguida combina-os para gerar a pronúncia da palavra. Use no início palavras simples, com até 4 letras, até os alunos se sentirem confortáveis com o processo, depois palavras maiores, palavras com dígrafos /ch/ /tr/ e por ultimo as exceções fonéticas, casa /kaza/ hospital /ospital/. A cada nova relação som/letra ensinado revise as já aprendidas usando as mesmas para formar novas palavras. Desta forma estará gradativamente ampliando a capacidade leitora de seus alunos.
3. Montando frases. Quando os alunos já poderem a pronunciar várias palavras confortavelmente, monte frases com essas palavras e incentive-os a lê-las e depois a criarem suas próprias frases.

Assim a criança constrói a pronuncia por si própria. Muitas das correspondências som-letra, incluindo  consoantes e vogais e dígrafos, podem ser ensinados num espaço de poucos meses, desse modo as crianças são alfabetizadas num período de quatro a seis meses, quando passam a ler textos cada vez mais complexos e variados, conforme afirma a pedagoga Regina Maria Chaves, que utiliza o método há vários anos. Isso significa que as crianças poderão ler muitas das palavras desconhecidas que elas mesmas encontram nos textos, sem o auxilio do professor para tal.

## Programas no Metodo Fônico
Existe no Brasil:
- A "História da Abelhinha" de Almira Sampaio Brasil da Silva, também conhecido como "Método da Abelhinha"
- A "História da Casinha Feliz" de Iracema Meireles, popularmente chamada de "Método Iracema Meireles"
- O Livro "Alfabetização: método fônico" de Alessandra G. S. Capovilla, Professora da USP
- O Livro "Alfabetização com as Boquinhas" de Renata Jardini